# Peroz II

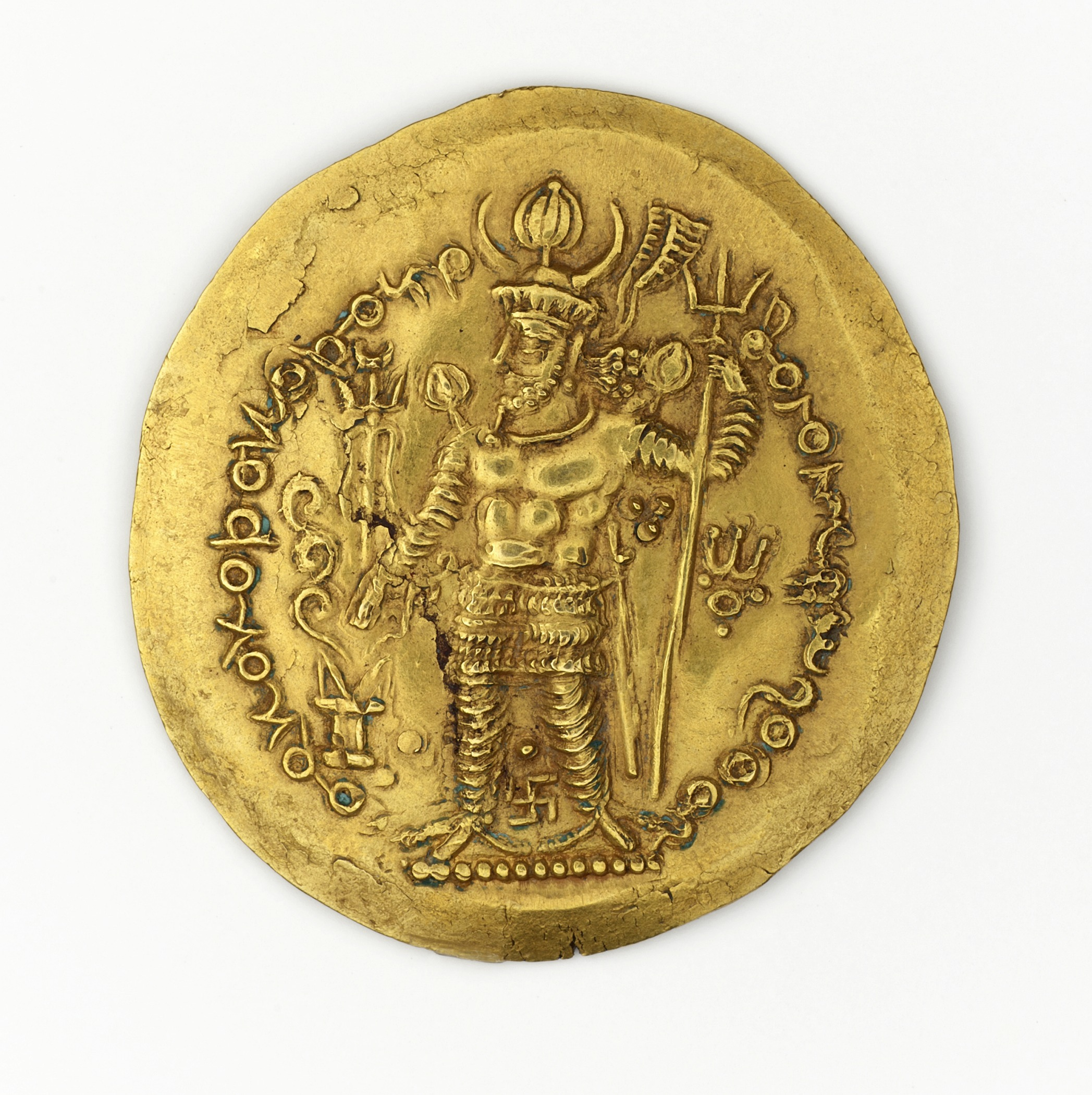
Segundo Dinar peruano

Peroz II Ghusnaspbandah fue un breve gobernante persa de la dinastía sasánida, que reinó durante unos meses en el año 630.

## Biografía
Pretendiente después de la abdicación de la reina Bûrândûkht, este príncipe era hijo de un noble llamado Mâh-Adhûr Gushnasp, esposo de la princesa Kahardûkht, hija de Yazdandadh, hijo menor de Cosroes I. Emitió monedas de plata en las que lleva la corona de Cosroes II con la leyenda "PIRUCHI AFZUT" es decir "Piruz el dador de prosperidad" pero no logró mantenerse en el trono.
Peroz es mencionado por al-Tabari. En consecuencia, vino de la casa gobernante por parte de su madre y recibió su nombre de la muerte de Cosroes III, quien también solo pudo resistir por un corto tiempo, fue elevado al rango de rey por los círculos de la corte y supuestamente en contra de su voluntad, pero pronto fue asesinado por personas a su alrededor. Durante su corto reinado, Peroz también acuñó monedas.